# Saki Shirai
Saki Shirai (白井沙樹, Shirai Saki), née le 28 septembre 2000, est une chanteuse et idole japonaise, membre du groupe féminin Sakura Gakuin depuis 2013 et de son sous-groupe Kōbaibu. Elle est produite par l'agence Amuse Inc..

## Biographie
Saki Shirai intègre Sakura Gakuin le 5 mai 2013 avec Aiko Yamaide, toutes les deux formant la 5e génération.
Elle forme avec Yunano Notsu le sous groupe Kōbaibu (sur le thème de shopping). Elles enregistreront un unique single figurant dans l'album 2014nendo ~Kimi ni Todoke~. Mais un an plus tard, du fait que Yunano Notsu soit diplômée de l'école secondaire son départ est annoncé en février 2015. Saki Shirai sera rejointe dans le sous-groupe en mai 2015 par la nouvelle recrue Soyoka Yoshida.

## Groupes
- Sakura Gakuin (2013-)
  - Kōbaibu (2013-)

## Discographie en groupe

### Avec Sakura Gakuin
| # | Date de sortie | Titre de l'album                         | Label                 |
|   |                | Albums studio                            |                       |
| - | -------------- | ---------------------------------------- | --------------------- |
| 4 | 12 mars 2014   | Sakura Gakuin 2013nendo ~Kizuna~         | Universal Music Japan |
| 5 | 25 mars 2015   | Sakura Gakuin 2014nendo ~Kimi ni Todoke~ | Universal Music Japan |

| # | Date de sortie  | Titre                   | Label                 |
|   | Singles         |                         |                       |
| - | --------------- | ----------------------- | --------------------- |
| 1 | 9 octobre 2013  | Ganbare!!               | Universal Music Japan |
| 2 | 12 février 2014 | Jump Up ~Chiisana Yūki~ | Universal Music Japan |
| - | 22 octobre 2014 | Heart no Hoshi          | Universal Music Japan |
| - | 4 mars 2015     | Aogeba Tōtoshi          | Universal Music Japan |

### Avec Kōbaibu
| Année | Titre                              | De l'album                               |
| ----- | ---------------------------------- | ---------------------------------------- |
| 2014  | PIEACEDECHECK! (ピース de Check !) | Sakura Gakuin 2014nendo ~Kimi ni Todoke~ |